# Oglinzi, Neamț

## Satul Oglinzi, comuna Răucești, județul Neamț
Oglinzi este un sat în comuna Răucești din județul Neamț, Moldova, România. Lângă localitate se găsește stațiunea balneo-climaterică Băile Oglinzi, situată la 5 km nord de orașul Târgu Neamț. Oglinzi este cel mai mare sat, cu cel mai mare număr de locuitori din întreaga comună.

## Denumirea
În acest sat există mai multe izvoare de apă sărată (slatină), iar strămoșii noștri au realizat că datorită salinității crescute, orice chip sau obiect se reflecta ca într-o oglindă în apele satului. Astfel, izvoarele de apă sărată au dat denumirea așezării, Oglinzi .

## Ocupații
Datorită reliefului vast, locuitorii satului au diverse ocupații precum: prelucrarea lemnului, agricultura, apicultura, prelucrarea fierului, dar și o varietate mare de meșteșuguri populare. Satul Oglinzi are numeroase fabrici de confecționare a pungilor BIO-degradabile, de confecționare a ciorapilor, dar și confecționarea meselor și scaunelor din plastic.
Oglinzi este recunoscut pentru numeroase tradiții și obiceiuri populare. Aici, femeile confecționează manual costume populare pe pânză de in, covoare din lână țesute la război, dar și confecționarea de măști tradiționale pentru sărbătorile de iarnă.

## Tradiții și obiceiuri de anul nou

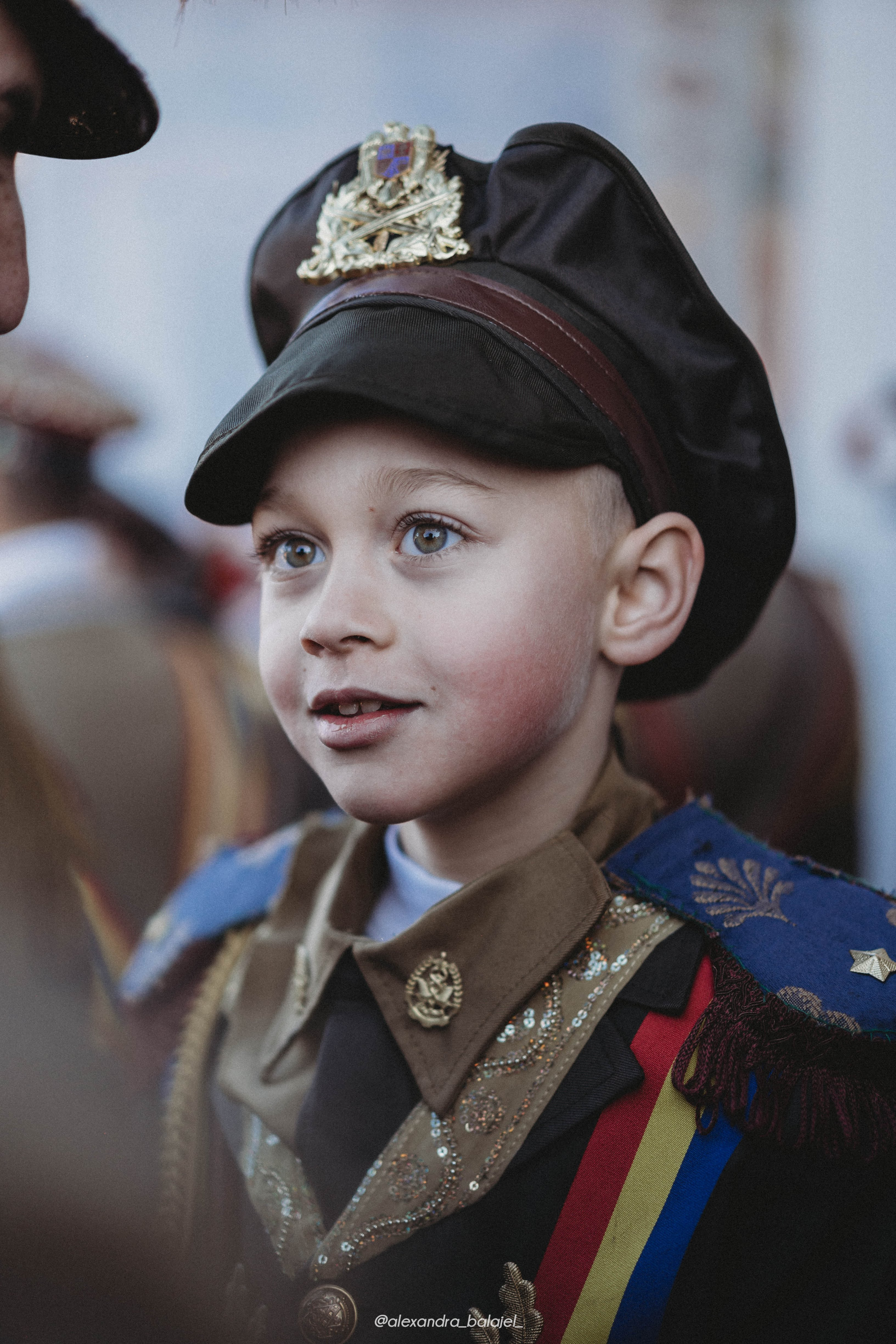
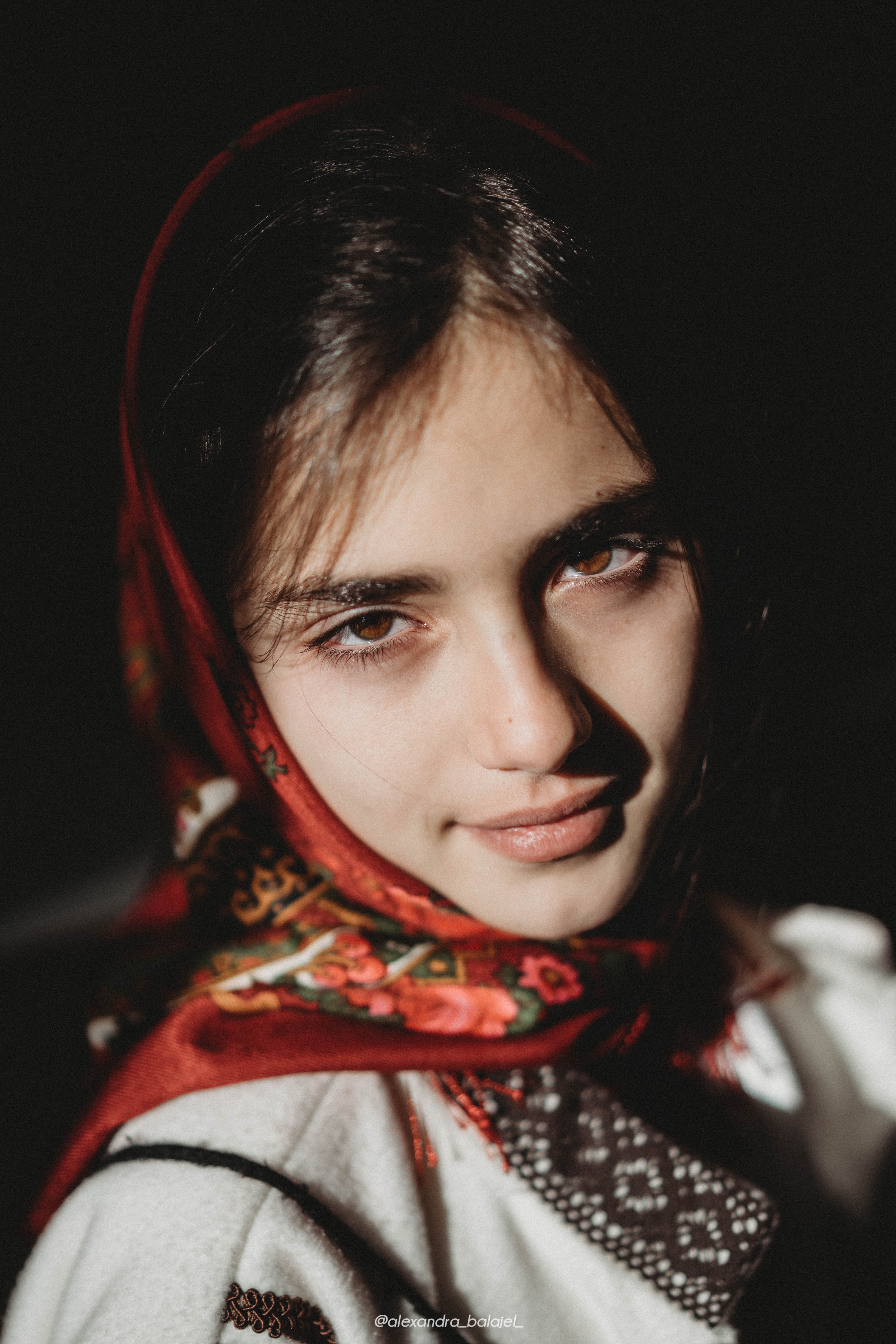
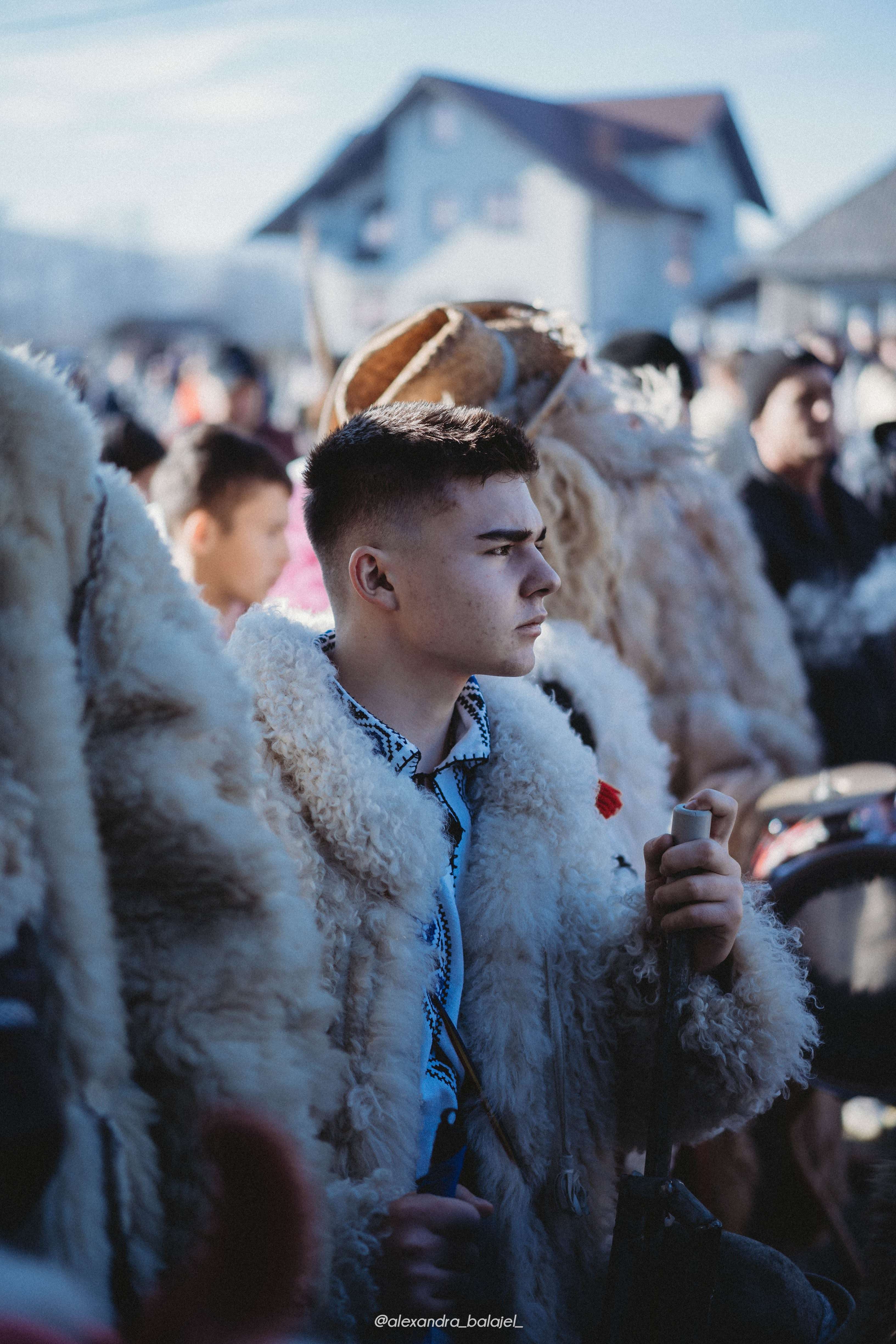

Acest articol despre o localitate din județul Neamț este deocamdată un ciot. Puteți ajuta Wikipedia prin completarea lui.